# Tim & Eric
Tim & Eric ist ein US-amerikanisches Comedy-Duo, bestehend aus Tim Heidecker (* 3. Februar 1976 in Allentown, Pennsylvania) und Eric Wareheim (* 7. April 1976 in Audubon, Pennsylvania).

## Karriere
Heidecker und Wareheim lernten sich während ihres Studiums an der Temple University in Philadelphia kennen. Gemeinsam entwickelten sie die von Bob Odenkirk produzierte Comedy-Serie Tom Goes to the Mayor, die von 2004 bis 2006 auf dem Sender Adult Swim ausgestrahlt wurde.
Ihr Durchbruch gelang ihnen mit der surrealen Sketch-Show Tim and Eric Awesome Show, Great Job!, die von 2007 bis 2010 ebenfalls bei Adult Swim zu sehen war. Es folgten Check It Out! with Dr. Steve Brule (2010–2017), mit John C. Reilly in der titelgebenden Hauptrolle, und die Horror-Comedy-Anthologie Tim and Eric’s Bedtime Stories (2013). 2012 erschien ihr Spielfilm Tim and Eric’s Billion Dollar Movie mit Will Ferrell, Zach Galifianakis, Will Forte und Jeff Goldblum in Nebenrollen. 2020 folgte die Anti-Sitcom Beef House. Daneben entstanden unregelmäßig kleinere Formate und Sketche, die sie auf ihrem YouTube-Kanal veröffentlichten.

## Stil und Einfluss
Der Stil von Tim & Eric ist stark beeinflusst von Infomercials und Werbungen sowie der amateurhaften Ästhetik lokaler Fernsehsender und früher VHS-Produktionen. Der Humor changiert dabei zwischen surrealer Absurdität mit verstörenden Elementen, albernem Anti-Humor und grotesken Parodien auf Medienästhetik.
Tim & Eric gelten als zentrale Figuren in der Entwicklung von Adult Swim als Plattform für surrealen und
experimentellen Humor. Ihr Werk hat zahlreiche Komiker und Formate beeinflusst, darunter Nathan Fielder, Eric Andre und Tim Robinson.

## Abso Lutely Productions
2007 gründeten Heidecker und Wareheim gemeinsam mit dem Fernsehproduzenten Dave Kneebone die Produktionsfirma Abso Lutely Productions. Neben den Schöpfungen des Comedy-Duos produzierte die Firma auch weitere Serien, Filme und Web-Shows, darunter etwa The Eric Andre Show (2012–2023), Review (2014–2017), die Netflix-Serie Magic for Humans (2018–2020) und die HBO-Doku This Place Rules (2022).